# Жабокрицька сільська рада
| Жабокрицька сільська рада — колишній орган місцевого самоврядування у Крижопільському районі Вінницької області з адміністративним центром у с. Жабокрич. З 2020 року входить до складу Крижопільської селищної громади. Сільській раді підпорядковані населені пункти: - с. Жабокрич |

## Склад ради
Рада складається з 16 депутатів та голови.

## Керівний склад сільської ради
| ПІБ                        | Основні відомості                                                                       | Дата обрання | Дата звільнення |
| -------------------------- | --------------------------------------------------------------------------------------- | ------------ | --------------- |
| Чепіль Василь Андрійович   | Сільський голова, 1954 року народження, освіта, безпартійний                            | 26.03.2006   | 31.10.2010      |
| Вербовецька Марія Петрівна | Сільський голова, 1964 року народження, освіта середня спеціальна, член Партії регіонів | 31.10.2010   |                 |

Примітка: таблиця складена за даними джерела